# Honton
Honton è un arrondissement del Benin situato nella città di Dogbo (dipartimento di Kouffo) con 6.892 abitanti (dato 2006).